# Liste der Abgeordneten zum Salzburger Landtag (4. Gesetzgebungsperiode)
Diese Liste der Abgeordneten zum Salzburger Landtag (4. Gesetzgebungsperiode) listet alle Abgeordneten zum Salzburger Landtag in der 4. Gesetzgebungsperiode bzw. 8. Wahlperiode auf. Die Gesetzgebungsperiode dauerte von der Konstituierung des Landtags am 2. Juli 1959 bis zum 18. Juni 1964. Die Konstituierung des nachfolgenden Landtags der 5. Gesetzgebungsperiode erfolgte am 19. Juni 1964. 
Bei der Landtagswahl 1959 erzielte die Österreichische Volkspartei (ÖVP) 14 der 32 Mandate und verlor damit ein Mandat gegenüber der Wahl 1954. Die Sozialistische Partei Österreichs (SPÖ) erzielte neuerlich 13 Mandate und kam damit erstmals der ÖVP nahe. Die 1959 erstmals angetretene Freiheitliche Partei Österreichs (FPÖ) erreichte fünf Mandate und konnte sich damit gegenüber ihrer Vorgängerpartei, der Wahlpartei der Unabhängigen (WdU) um ein Mandat steigern.
Nach der Angelobung der Landtagsabgeordneten erfolgte in der konstituierenden Sitzung am 2. Juli 1959 die Wahl der Landesregierung Klaus III, die damit der Landesregierung Klaus II nachfolgte. 

## Funktionen

### Landtagspräsidenten
Das Amt des Landtagspräsidenten übernahm in der 4. Gesetzgebungsperiode erneut der seit 1945 amtierende Landtagspräsident Franz Hell (ÖVP). Die Funktion des Ersten Landtagspräsidenten-Stellvertreters  übernahm hingegen erstmals Anton Kimml (SPÖ), der damit seinen Parteikollegen Franz Illig ablöste. Michael Haslinger (ÖVP) der das Amt des Zweiten Landtagspräsident-Stellvertreters seit 1954 ausübte, wurde auch in der neuen Gesetzgebungsperiode in seinem Amt bestätigt. Die Wahl der drei Landtagspräsidenten erfolgte in der konstituierenden Sitzung am 2. Juli 1959. 
Im Zuge seiner Wahl zum Landesrat legte Haslinger sein Amt als Zweiter Landtagspräsident-Stellvertreter am 16. April 1961 zurück. An seiner Stelle wurde Martin Saller am 17. April 1961 gewählt. Nach dem Tod von Franz Hell am 16. Jänner 1963 rückte Saller am 22. Februar 1963 als Landtagspräsident nach, seine Funktion als Zweiter Landtagspräsident-Stellvertreter übernahm am 22. Februar Hans Zyla.

### Landtagsabgeordnete
| Name                  | Fraktion | Anmerkung                                                                                      |
| --------------------- | -------- | ---------------------------------------------------------------------------------------------- |
| Aichinger Walter      | FPÖ      | bis 1964                                                                                       |
| Bäck Alfred           | SPÖ      |                                                                                                |
| Brandauer Josef       | SPÖ      |                                                                                                |
| Brunauer Josef        | SPÖ      |                                                                                                |
| Daghofer Fritz        | ÖVP      |                                                                                                |
| Eisl Josef            | ÖVP      |                                                                                                |
| Erber Josef           | ÖVP      |                                                                                                |
| Grani Josef           | SPÖ      |                                                                                                |
| Gruber Jakob          | SPÖ      |                                                                                                |
| Gruber Katharina      | SPÖ      |                                                                                                |
| Haslauer Wilfried     | ÖVP      | am 17. April 1961 für Michael Haslinger angelobt                                               |
| Haslinger Michael     | ÖVP      | nach Wahl zum Landesrat ausgeschieden, am 22. Februar 1963 erneut angelobt                     |
| Hell Franz            | ÖVP      | am 16. Jänner 1963 verstorben                                                                  |
| Illig Franz           | SPÖ      |                                                                                                |
| Karl Otto             | FPÖ      | am 15. Juli 1959 für Walter Leitner angelobt                                                   |
| Kimml Anton           | SPÖ      |                                                                                                |
| Klaus Josef           | ÖVP      | nach Wahl zum Landeshauptmann ausgeschieden                                                    |
| Krüttner Manfred      | FPÖ      |                                                                                                |
| Leitner Walter        | FPÖ      | nach Wahl zum Landesrat ausgeschieden, am 8. Februar 1964 für Walter Aichinger erneut angelobt |
| Pexa Hans             | SPÖ      |                                                                                                |
| Peyerl Franz          | SPÖ      |                                                                                                |
| Pöllhuber Michael     | FPÖ      |                                                                                                |
| Prodinger Johann      | ÖVP      |                                                                                                |
| Rettenbacher Heinrich | ÖVP      |                                                                                                |
| Richter Kurt          | FPÖ      |                                                                                                |
| Röck Peter            | ÖVP      |                                                                                                |
| Saller Martin         | ÖVP      |                                                                                                |
| Schmidinger Johann    | ÖVP      | am 15. Juli 1959 für Josef Klaus angelobt                                                      |
| Schorn Fritz          | SPÖ      |                                                                                                |
| Steinocher Karl       | SPÖ      |                                                                                                |
| Ungar Hans            | ÖVP      |                                                                                                |
| Weiser Martha         | ÖVP      |                                                                                                |
| Wohl Johann           | SPÖ      |                                                                                                |
| Wolfgruber Rupert     | ÖVP      |                                                                                                |
| Zyla Hans             | ÖVP      |                                                                                                |